# Onesnaževanje s plastiko
Plástično onesnaževánje vključuje zbiranje plastičnih izdelkov v okolju, ki negativno vplivajo na živali in rastline, njihovo naravno okolje ali ljudi. Plastika, ki deluje kot onesnaževalec je razvrščena v mikro, mezo ali makro ostanke, ki temeljijo na velikosti. Pomen, plastičnega onesnaževanja je v korelaciji s plastiko, da so poceni in trpežne, ki vodijo do visoke ravni uporabe s strani ljudi. Vendar pa je počasi razgradljiva. Plastično onesnaževanje lahko neugodno vpliva na pokrajino, vodne poti in oceane. Živi organizmi, zlasti morske živali so lahko prizadete tako, da se lahko prepletejo, neposredno uživajo plastične odpadke in so tako izpostavljene kemikalijam v plastiki, ki povzročajo motnje v bioloških funkcijah. Tudi ljudje so pod vplivom plastičnega onesnaževanja, na primer prek motenj osi ščitničnega hormona in ravni hormonov. Na nekaterih področjih je prišlo do prizadevanj, da bi se zmanjšala poraba plastike in onesnaževanje z njo, ter spodbujalo k recikliranju plastike. Približno število v oceanih je 5 triljonov kosov plastike vseh vrst torej od mikro do makro plastike. 90 % vodnih ptičev ima v notranjosti delček plastike.

## Vrste plastičnih odpadkov
Obstajajo tri glavne oblike plastičnih mas, ki prispevajo k plastičnemu onesnaževanju: mikroplastika kot tudi mega in makro plastika. Mega in mikro plastika se nabira v najvišjih gostotah na severni polobli, skoncentrirana okoli urbanih središč in ob vodnih frontah. Manj verjetno je, da bi jo našli okoli oddaljenih otokov in kontinentalnih pasovih morskega dna. Obe, mega in makro plastiko najdemo v embalaži, obutvi in drugih domačih predmetih, ki so bili sprani z ladij ali zavrženi na odlagališčih. Plastika povezana z ribolovom je bolj verjetna, da se bo našla okoli oddaljenih otokov. Te lahko imenujemo tudi mikro, mezo in makro ostanki.
Plastični odpadki so kategorizirani ko primarni ali sekundarni. Primarne plastike so takrat kadar so bili izbrani v svoji izvirni obliki. Primeri za to bi bili pokrovčki za steklenice, cigaretni ogorki in drobna plastična zrnca. Sekundarno plastiko pa na drugi strani predstavljajo manjšo plastiko, ki je nastala pri razgradnji primarne plastike.

### Mikroodpadki
Mikroodpadki so plastični deli med 2 mm in 5 mm velikosti. Plastični odpadki, ki se začnejo kot mezo ali makro odpadki lahko postanejo mikroodpadki skozi degradacijo in trčenje, ki jih razgradijo na manjše kose. Mikroodpadke običajno imenujejo granule. Granule se reciklirajo, da bi nastali novi plastični predmeti, vendar pa se lahko hitro izpustijo v času proizvodnje zaradi svoje majhnosti. Pogosto končajo v oceanih, preko rek in potokov. Mikroodpadki, ki prihajajo iz čistilnih in kozmetičnih izdelkov, so imenovani tudi kot pralniki. Ker so mikroodpadki in pralniki tako majhni jih organizmi, ki se hranijo s filtriranjem pogosto zaužijejo. Študija leta 2004, ki jo Richard Thompson iz Univerze v Plymouthu, Združeno kraljestvo, je pokazala veliko količino mikroodpadkov na plažah in v vodah v Evropi, Ameriki, Avstraliji, Afriki in Antarktiki. Thompson in njegovi sodelavci so ugotovili, da so se plastični peleti iz domačih in industrijskih virov razbili na veliko manjše plastične kose, nekateri imajo premer manjši od človeškega lasu. Če niso zaužite, ti mikroodpadki plavajo po površini, namesto da se absorbirjo v morsko okolje. Thompson je predvidel, da bi lahko bilo do 300.000 plastičnih predmetov / km2 površine morja in 100.000 plastičnih delcev / km2 morskega dna.

### Makroodpadki
Plastični odpadki spadajo v kategorijo makroodpadkov, ko so ti večji od 20 mm. Te vključujejo elemente, kot jih imajo plastične vrečke za trgovino. Makroodpadke pogosto najdemo v morskih vodah in lahko resno vplivajo na naravne organizme. Ribiške mreže so bile glavni onesnaževalec. Tudi potem, ko so bile zapuščene so bile še naprej past morskim organizmom in drugim plastičnim odpadkom. Sčasoma je te opuščene mreže bilo pretežko odstraniti iz vode, ker so postale pretežke, saj so zrasle v težo do 6 ton.